# Tantaliden

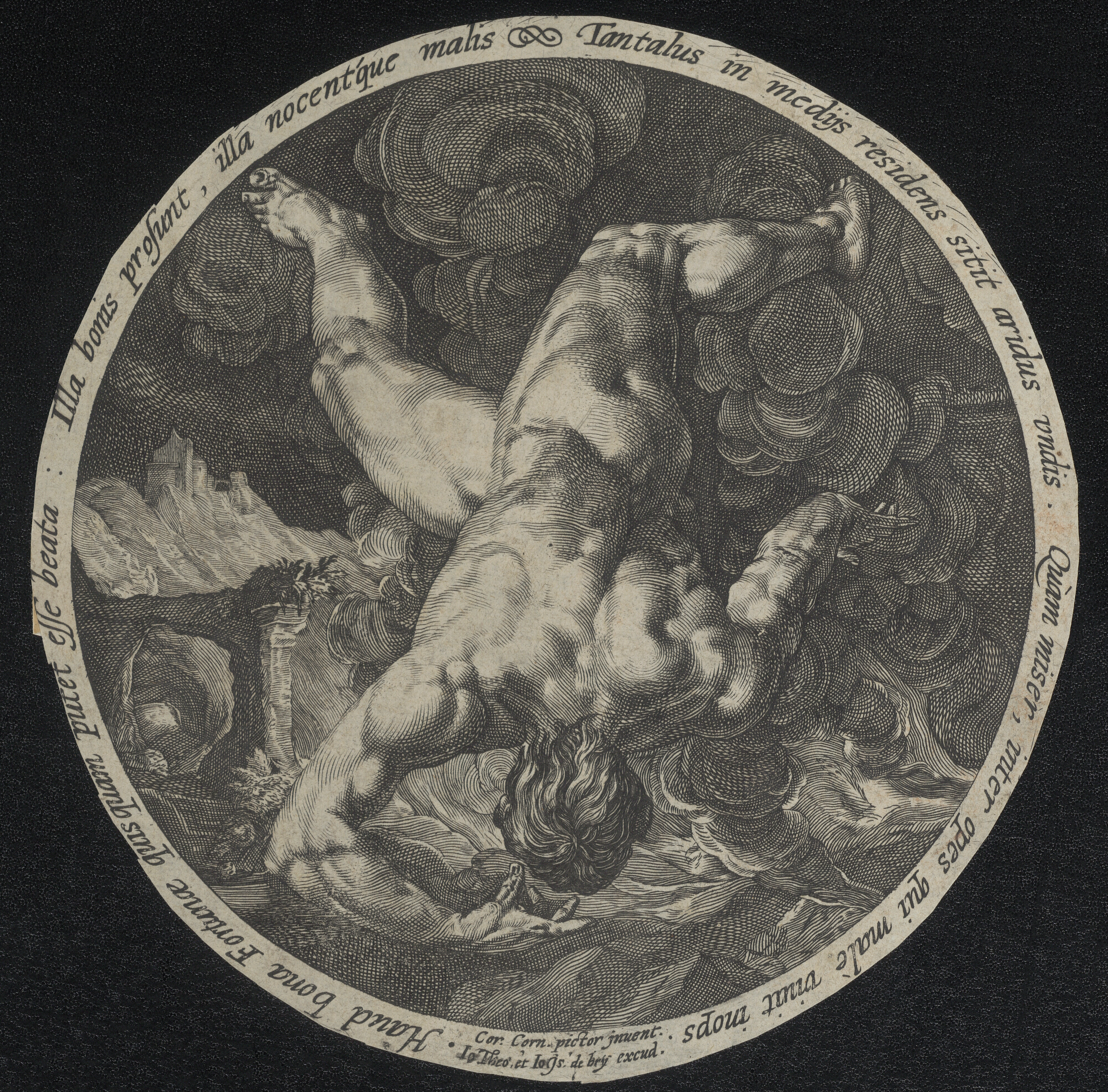
Prent van Tantalus die valt. Bewaard in de Universiteitsbibliotheek Gent.

De Tantaliden waren een heersersgeslacht uit de Griekse mythologie.
De Tantaliden waren de afstammelingen van Tantalus. Tantalus wordt soms gezien als een zoon van Zeus. Hij is meestal een koning uit Klein-Azië, uit Phrygië of Lydië. Het geslacht der Tantaliden was verdoemd. Iedere generatie werd door het ongeluk bezocht. Dat ongeluk riepen ze wel zelf over zich af door zich in te laten met moord, incest, diefstal en bedrog. De wraakgodinnen (Erinyen) zaten het geslacht generatie op generatie op de hielen.
Tantalus slachtte zijn zoon Pelops en zette hem voor aan de Olympische goden. Tantalus wilde weten of de goden werkelijk zo alwetend waren als ze wel beweerden. De goden merkten echter dat de spijzen die hen voorgezet werden gemaakt waren met het vlees van Pelops. Ze wekten de jongen weer tot leven. Alleen Demeter had een hap genomen omdat zij op dat moment treurde om de roof van haar dochter Persephone door Hades. Het stuk van zijn schouder dat ontbrak werd door de goden aangevuld met een stuk ivoor. Tantalus werd na nog meer oplichterij naar de Tartarus gezonden waar hij eeuwig gekweld werd. Hij stond tot zijn lippen in het water maar kon niet drinken. Want zodra hij dat probeerde zonk het water weg. Hij leed ook honger maar boven zijn hoofd, binnen handbereik, groeiden de heerlijkste rijpe vruchten. Zodra hij zijn hand uitstak tilde een windvlaag de takken op zodat de vruchten buiten zijn bereik kwamen te hangen.
Pelops vertrok naar Griekenland. Hij trouwde met Hippodameia, de dochter van koning Oenomaüs. Pelops gaf zijn naam aan de Peloponnesos.
Een meer gangbare naam voor dit geslacht is de Atriden, de afstammelingen van koning Atreus, hoge koning van Mycene. Atreus was een zoon van Pelops en de vader van Agamemnon van Mycene en Menelaos van Sparta. Agamemnon was als hoge koning van Mycene de legeraanvoerder van de Grieken voor Troje. Bij zijn thuiskomst na tien jaar oorlog werd hij door zijn vrouw Clytemnestra en haar minnaar Aegisthus vermoord. Agamemnons zoon Orestes wreekte de moord op zijn vader door zijn moeder te vermoorden. Hij moest vervolgens zelf vluchten voor de wraak  van de wraakgodinnen.
De geschiedenis van de Atriden is veelvuldig gebruikt door de Griekse tragedieschrijvers. Dientengevolge heeft ook een gedeelte zijn weg gevonden naar het werk van psychiater Sigmund Freud.